# Bình Chánh, Thành phố Hồ Chí Minh
Bình Chánh là một xã thuộc Thành phố Hồ Chí Minh, Việt Nam.

## Địa lý
Xã Bình Chánh nằm ở trung tâm huyện Bình Chánh, có vị trí địa lý:
- Phía đông giáp xã Tân Quý Tây
- Phía tây và phía nam giáp tỉnh Long An
- Phía bắc giáp thị trấn Tân Túc.

Xã có diện tích 8,16 km², dân số năm 2021 là 28.308 người,  mật độ dân số đạt 3.469 người/km².

## Lịch sử
Dưới thời Pháp thuộc, Bình Chánh là một làng thuộc tổng Long Hưng Trung, quận Trung Quận, tỉnh Chợ Lớn. Đến thời Việt Nam Cộng hòa, tỉnh Chợ Lớn giải thể, phần lớn địa bàn quận Trung Quận cũ được sáp nhập vào tỉnh Gia Định, lập thành quận Bình Chánh. Tên quận được đặt theo tên xã Bình Chánh là nơi đặt quận lỵ.
Từ năm 1976, xã Bình Chánh thuộc huyện Bình Chánh, Thành phố Hồ Chí Minh. Tuy nhiên huyện lỵ huyện Bình Chánh lúc này lại đặt tại xã An Lạc (sau trở thành thị trấn An Lạc) và đến năm 2003, sau khi thành lập quận Bình Tân thì huyện lỵ huyện Bình Chánh đặt tại thị trấn Tân Túc cho đến nay.